# Вікі Паез
Вікі Паез (30 квітня 1945 , Гоа, Португальська Індія  — 14 серпня 2025 ) — індійський хокеїст на траві.
Бронзовий призер Олімпійських Ігор 1972 року.
Бронзовий призер Чемпіонату світу 1971 року.